# La Trinité-de-Réville
La Trinité-de-Réville é uma comuna francesa na região administrativa da Normandia, no departamento de Eure. Estende-se por uma área de 11,18 km². Em 2010 a comuna tinha 240 habitantes (densidade: 21,5 hab./km²).